# Kościół Wszystkich Świętych w Nietrzanowie
Kościół Wszystkich Świętych – katolicki kościół parafialny znajdujący się w Nietrzanowie (gmina Środa Wielkopolska). 

## Historia i architektura
Murowany kościół wzniesiono w latach 1664-1666 według projektu Jana Końskiego. Kaplicę od południa dobudowano w 1887 według projektu Heliodora Matejko. Gruntowna przebudowa nastąpiła w latach 1900-1901 (zatarto większość cech stylowych, z dawnego kościoła pozostała przede wszystkim wieża zachodnia i fragmenty elewacji zachodniej). Nowa elewacja zachodnia została wykonana według projektu Heliodora Matejki. 
Kościół ogrodzony murem z bramą z początku XX wieku. Obok stoją: plebania z pierwszej połowy XIX wieku (przebudowana w czwartej ćwierci tego samego stulecia) i wikarówka z początku XX wieku (oba budynki murowane). 

## Otoczenie
Przy kościele kaplica pogrzebowa i liczne nagrobki, m.in.:
- ks. Edwarda Bulczyńskiego (2.10.1817-13.10.1892), proboszcza nietrzanowskiego (1849-1892) i dziekana średzkiego,
- Marii z Białkowskich Zaremby (15.8.1844-6.4.1880, z okazałą rzeźbą nagrobną),
- hrabiego Wiktora Szółdrskiego (20.8.1817-30.6.1885),
- ks. Edmunda Stępniewicza, proboszcza nietrzanowskiego w latach 1925-1926 (zm. 6.7.1926),
- hrabiny Stefanii z Bnińskich Białkowskiej (8.8.1920-6.8.1886),
- ks. kanonika Józefa Walenciaka (18.2.1921-20.11.1998),
- Stanisława Okszy-Stablewskiego (7.8.1863-26.6.1940, kolatora kościoła nietrzanowskiego),
- Juliana Kraziewicza (20.5.1829-4.4.1895, twórcy pierwszego kółka rolniczego na Pomorzu Gdańskim, w Piasecznie),
- Ludwika Drwęskiego, dziedzica z Brodowa[3].

Na jednej ze ścian umieszczona jest tablica upamiętniająca jedenastu poległych w wojnie polsko-bolszewickiej w 1920. Przy kościele rośnie też dąb o obwodzie około 480 cm.

## Galeria

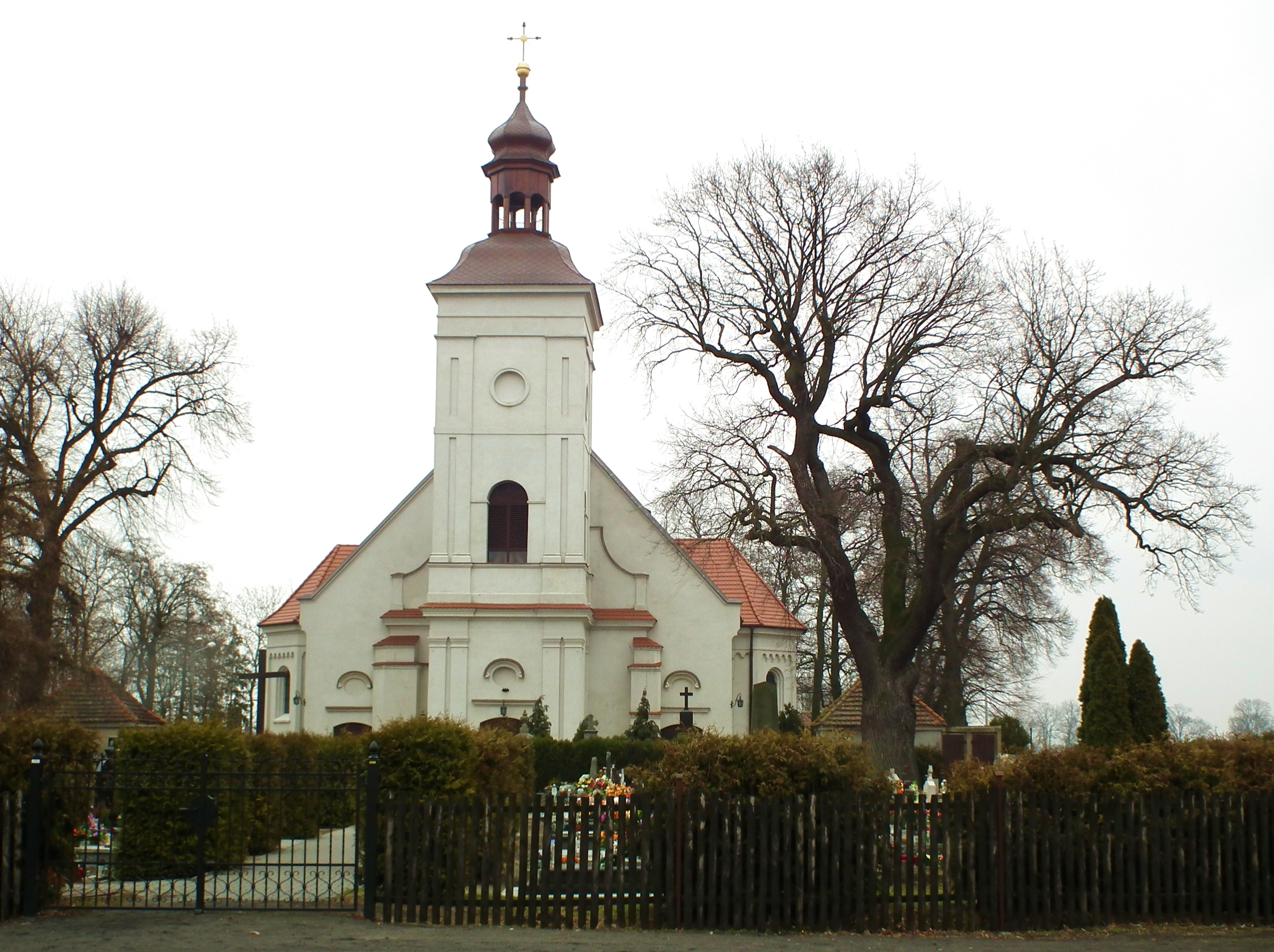
Wieża
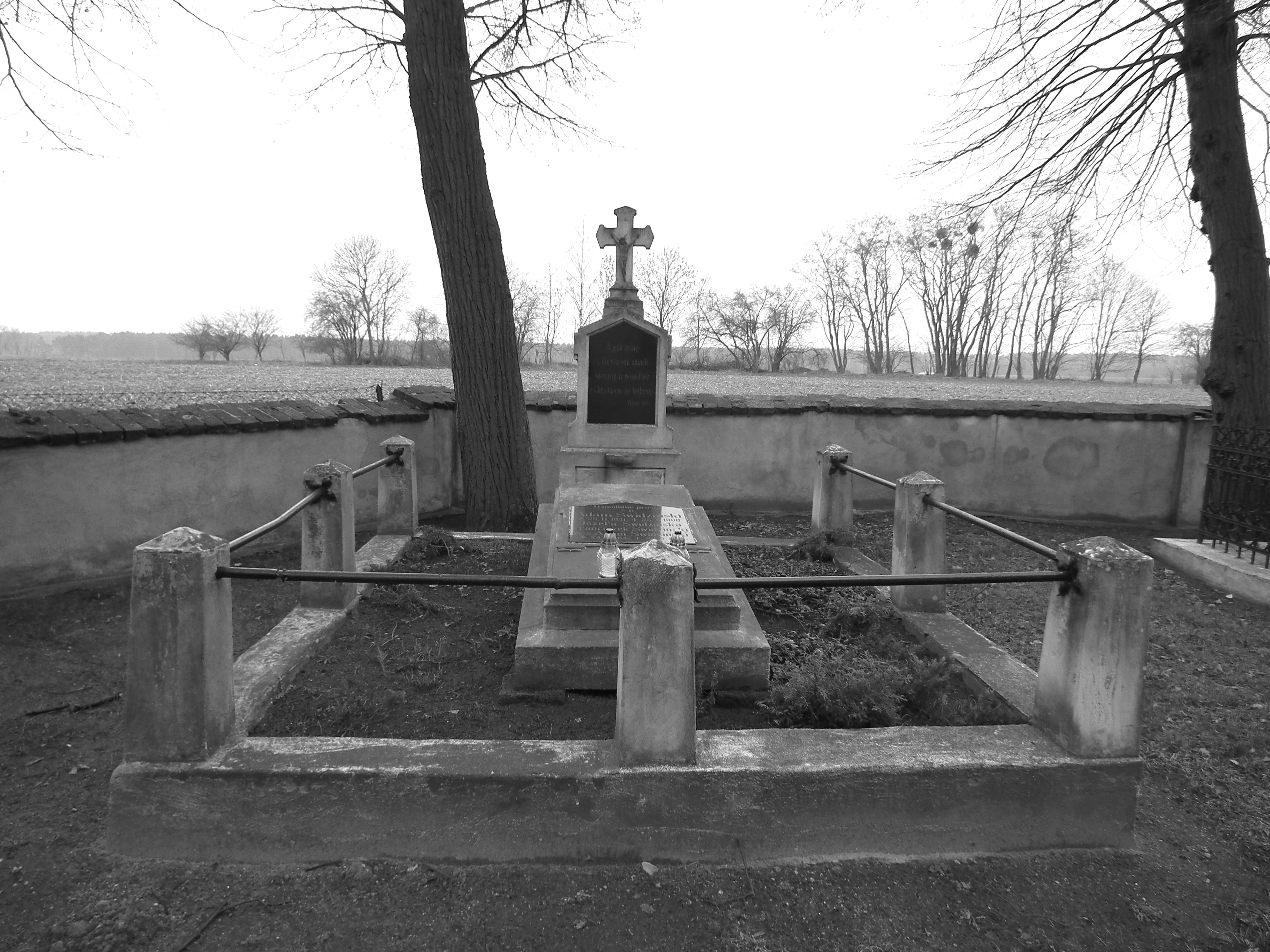
Grób Świdzińskich
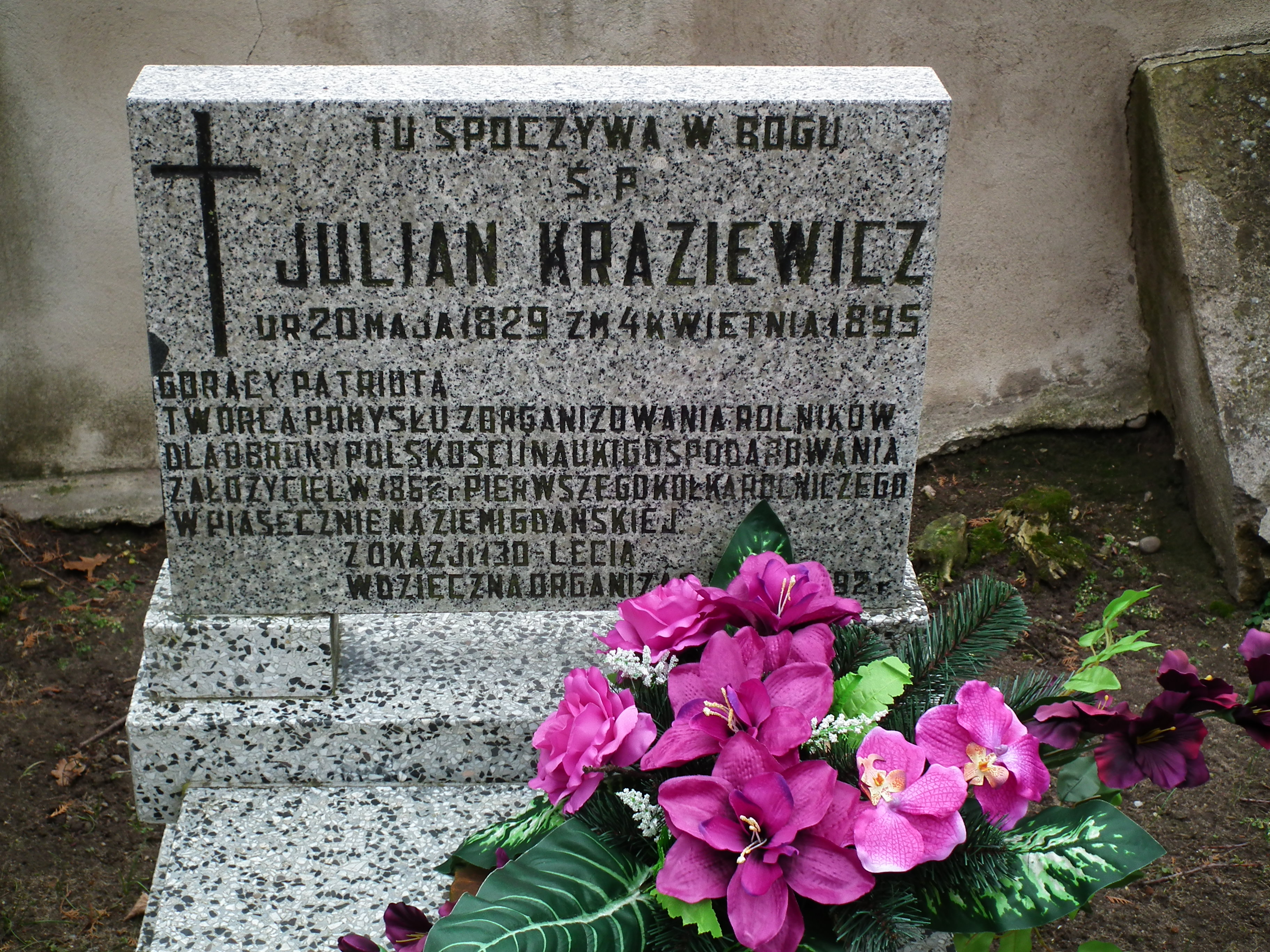
Grób Kraziewicza